# Oceanactis
Oceanactis Moseley, 1877 è un genere di esacoralli della famiglia Minyadidae.

## Descrizione
Il genere presenta peculiari invaginazioni del disco orale rivestite da un epitelio ghiandolare, che si pensa vengano utilizzate per proteggere i primi stadi di sviluppo delle larve.

## Biologia
Le specie del genere Ocenactis accudiscono la propria prole nei primi stadi di sviluppo post-embrionale. Tale comportamento è stato evidenziato solo in una cinquantina di specie di attinie, undici delle quali vivono nei mari antartici.

## Distribuzione e habitat
Il genere è presente nell'oceano Pacifico, a profondità comprese tra 500 e 3000 m: l'areale di Oceanactis rhodactylus è ristretto al Pacifico meridionale, nelle acque della Nuova Zelanda; O. diomedeae è diffusa sul versante nord-orientale del Pacifico, mentre O. bursifera è stata scoperta nelle profondità del bacino di Amundsen, nel mar Glaciale Artico.

## Tassonomia
Il genere comprende le seguenti specie:
- Oceanactis bursifera (Riemann-Zürneck, 2000)
- Oceanactis diomedeae (McMurrich, 1893)
- Oceanactis rhodactylus Moseley, 1877

O. diomedeae e O. bursifera erano in precedenza attribuite al genere Oractis, che è stato posto in sinonimia con Oceanactis nel 2003.. Nella stessa occasione il genere era stato erroneamente attribuito alla famiglia Oractiidae, contravvenendo le regole dell'International Code of Zoological Nomenclature. Il World Register of Marine Species assegna il genere Oceanactis alla famiglia Minyadidae.